# Albert Dragstedt
John Albert Dragstedt (* 11. November 1933; † 30. Oktober 2016) war ein US-amerikanischer Philosophieprofessor.

## Leben
Albert Dragstedt studierte Klassische Literatur und Philosophie in Oberlin, Chicago und an der University of California, Berkeley. Er lehrte nahezu 40 Jahre am Saint Mary’s College of California und hielt Vorlesungen am St. John’s College in New Mexico.
Er war aktives Mitglied der trotzkistischen Partei Socialist Equality Party und ihrem Vorläufer, der Workers League.

## Schriften
- J. A Dragstedt: Invention between logic and rhetoric : towards a location of Cicero's theory of invention within the traditions of logic and rhetoric in antiquity
- J. A Dragstedt: The place of cicero within the traditions of logic and invention (1971)
- Value : studies (1976)
- mit Cliff Slaughter: State, power & bureaucracy : a Marxist critique of sociological theories (1981)